# Systema (gioco)
Systema è un gioco di ruolo pubblicato nel 2012 da Inspired Device. Il sistema, distribuito come pdf gratuito sotto licenza Creative Commons, rappresenta una versione semplificata del regolamento di Fenomena a cui sono stati tolti tutti i riferimenti paranormali.

## Meccaniche
Nel gioco sono presenti due attributi, Corpo e Mente che determinano il tipo di dado da tirare per eseguire le azioni di gioco.
Un tema e una serie di eccellenze rappresentano invece le competenze del personaggio agendo da modificatori ai tiri, se opportuno.

## Storia editoriale
Derivato da Fenomena di cui rappresenta idealmente il volume 0, è stato spogliato di tutti gli elementi di ambientazione e di parte delle regole per essere adatto a funzionare in qualsiasi ambito.